# Dosinia iwakawai
Dosinia iwakawai is een tweekleppigensoort uit de familie van de Veneridae. De wetenschappelijke naam van de soort is voor het eerst geldig gepubliceerd in 1971 door Oyama & Habe in Habe.